# Église Notre-Dame-de-l'Assomption de Marsat
L'église Notre-Dame-de-l'Assomption est une église située à Marsat dans le Puy-de-Dôme, construite entre le Xe siècle et le XVIIIe siècle. Elle est inscrite au titre des monuments historiques depuis 1971.

## Historique
L'église initiale est l'ancien prieuré bénédictin (sa nef nord). Elle est mentionnée par Grégoire de Tours entre 537 et 590. Au VIIe siècle, l'évêque Saint-Priest y fonda un monastère de femmes qui, en 1165, adopta la règle de saint Benoît, dans l'obédience de l'abbaye proche de Mozat.
La relique principale du trésor était alors la ceinture de la Vierge, dont l'existence a été constatée en 1698 par l'évêque de Clermont.
L'église va subir de nombreuses modifications et ajout au cours des siècles, son clocher octogonal actuel datant du XVIIIe siècle ou XIXe siècle.
L'église est inscrite au titre des monuments historiques le 19 février 1971.

## Description
Une description de l’église est donnée par H. et E. du Ranquet :
« L’église de Marsat se présente au visiteur comme un puzzle assez réussi :
- deux nefs accolées réunies par des arcs percés après coup ;
- la nef Nord, (Xe siècle) de construction romane avec une voûte en berceau plein cintre, se terminant par un chœur du XVIe siècle avec un clocher du XVIIIe ;
- la nef Sud, (XIIe siècle) de construction gothique aussi avec une voûte sur croisée d’ogives du XVe siècle et un cœur du XIVe siècle.

Entre les deux nefs et les cœurs, un transept de différentes époques réunit l’ensemble. Au flanc nord les bâtiments claustraux de l’ancien prieuré de femmes de Marsat abritent actuellement le tiers de la population de la commune. »
La nef Nord est construite au Xe siècle. Elle est placée sous le patronage de « Notre-Dame de l’Assomption ». Elle comprend un chœur du XVIe siècle qui est appelé chapelle de la Vierge. 
La nef Sud date du XIIe siècle. Elle comprend un chœur du XIVe et est dédiée à Notre Dame de l’Annonciation.
On observe également, que la nef Nord, la plus ancienne, à son chœur plus récent, XVIe, alors que le cœur de la nef Sud-est du XIVe siècle.

### La face sud de l'église - son portail

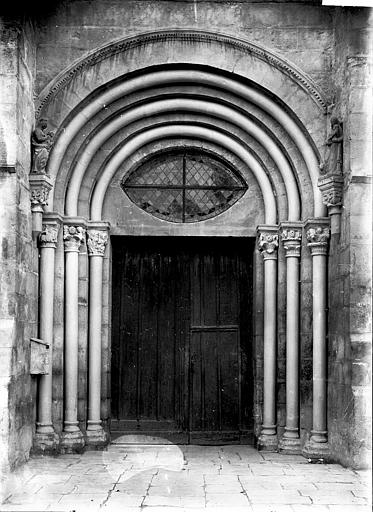
Église - Portail - Marsat - Médiathèque de l'architecture et du patrimoine

À la suite de la construction de la nef Sud, la porte d’entrée de l’église qui se trouvait en façade ouest est démontée et reconstruite en façade sud. Ainsi l’entrée qui se faisait par l’actuel cloître à l’ouest se fait désormais par la place de l’église au sud. 
Ses chapiteaux sont composés de différents matériaux : 
- en granit pour les rouleaux ;
- en domite pour les fûts (très friable) ;
- en arkose pour les chapiteaux ;
- en trachy-andésite ou pierre de Volvic pour les abaques (tablettes assises plus ou moins saillantes qui couronnent un chapiteau).

On remarque donc que la construction de ce portail a nécessité une variété de pierres. Par ailleurs, certains observateurs s’accordent à dire qu’il a été démonté au moins deux fois au XIVe et au XVIe siècle. Ce constat se vérifierait notamment par la position du linteau : trop en arrière et l’absence de tympan.
Six chapiteaux en style roman qui soutiennent les colonnes de la voûte de la porte d’entrée de l’église représentent trois thèmes :
- les feuillages ;
- les feuillages avec les animaux (oiseaux ou singes) ;
- les chapiteaux historiés (la sortie du tombeau et le Christ en gloire).

On remarque en particulier :
- le chapiteau de la Résurrection : personnage nimbé sortant du tombeau ;
- le chapiteau du Christ en majesté : ce chapiteau représente le Christ qui lève les bras au ciel et deux anges l’accostent. La couronne d’épines et la Croix.

### L'église et ses annexes

#### La chapelle de la Vierge (nef nord côté est)

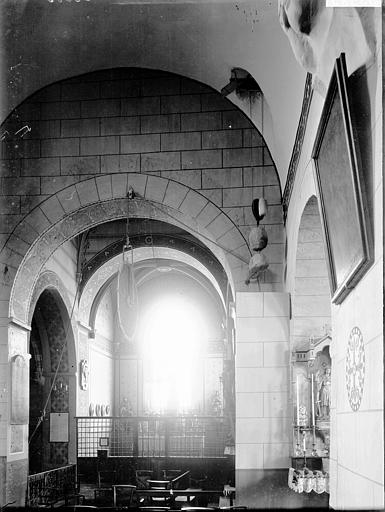
Église - Intérieur - Marsat - Médiathèque de l'architecture et du patrimoine

De forme carrée elle date du XVIe siècle. On remarque une voûte en plein cintre divisée par un arc-doubleau soutenu par un atlante (statut d’homme soutenant un entablement).
On y trouve la Vierge noire à l’Enfant en majesté qui depuis Grégoire de Tours et plusieurs témoignages (Louis XII,[réf. souhaitée] les Riomois au moment de l’épidémie de peste…) est vénérée et reconnue comme mariale (c'est-à-dire miraculeuse).
Dans cette chapelle une vitrine protégée expose :
- une croix reliquaire portant les armoiries de Talleyrand renfermant une épine de la couronne du Christ ;
- deux chandeliers de 1641 en vermeil et en cristal de roche ;
- une couronne en or, ornée de 198 pierres précieuses, celle de la Vierge, offerte au moment du couronnement de la Vierge en 1939 ;
- un diadème en or orné de 62 pierres fines, celui de l’Enfant, offert au moment du couronnement de la Vierge en 1939 ;
- un calice, un ostensoir et une patène, ensemble servant à présenter l’hostie aux fidèles, inscrits aux Monuments historiques au titre d'objet[2] ;
- une statue en bois doré ;
- une pietà (tableau représentant une Vierge de piété).

#### Chapelle du Rosaire (nef nord côté nord)
De forme carrée également, la voûte est montée sur croisées d’ogives établies sur le mode de l’époque, c’est-à-dire portant de petits fûts cylindriques assis sur des culs-de-lampe ornés de figurines.

#### Le maître autel
Le maître autel de l’église Notre-Dame de Marsat est classé monument historique. Daté du milieu du règne de Louis XIV (XVIIe siècle), il a la particularité d’être complet. C’est ainsi qu’il comprend deux tabernacles et quatre chanceliers . Ensuite sont représentés :
- le lion pour saint Marc ;
- le taureau pour saint Luc ;
- l’aigle pour saint Jean ;
- l’enfant pour saint Mathieu.

Plus haut sur la coupole la Sainte Gloire. Et au-dessus encore, qui domine, sur un globe, le Christ de résurrection, vainqueur de la mort s’apprêtant à quitter la terre.

#### Le cloître de Marsat
C’est vers le VIIe siècle, que le comte de Saint Genes permet l’édification du cloître. À l’origine c’est un parfait quadrilatère. Il est voûté d’arêtes. Chaque compartiment est éclairé par une baie géminée dont les arcs sont plein cintre. Des doubles colonnettes très fines formées de fûts cylindriques couronnés par des chapiteaux à crochets sur un base ornée de griffes supportent l’ensemble.
Vers 1550, à l’initiative de l’évêque de Clermont, Guillaume Duprat (1507–1560), et du prieur de Mozac des travaux sont réalisés dans le couvent. Par ailleurs, la porte d’entrée de l’église est déplacée pour se situer sur le côté méridional (sud).
Après la Révolution, le couvent subira le même sort que le monastère. Il sera pillé et saccagé.
Ces lieux, non entretenus tombent en ruine. En 1925, les colonnes, les chapiteaux, les sculptures et autres biens qui ont une valeur marchande sont volés. Heureusement, les villageois sauveront quelques biens religieux qu’ils restitueront plus tard.
Longtemps laissé à l’abandon, ce n’est qu’en 1992 que ce site est l’objet de réflexions et d’études quant à son devenir. Désormais le cloître est en partie restauré, non pas selon des plans précis de l’époque, n’en existant pas, mais selon une idée de ce qu’il pouvait être et aussi en fonction des bases visibles existantes.

#### Le monastère
En 764, le monastère de Marsat est déjà érigé. Il est d’abord la propriété des chanoines de Saint-Martin de Tours qui se réfugient en ces lieux au moment des invasions normandes.
À la demande du l’empereur Louis le Pieux (descendant de Charlemagne) (778-840) les abbés de Tours cèdent cette propriété au sénéchal impérial.
Mais, en 828, Pépin Ier d'Aquitaine  (817-838), petit-fils de Charlemagne et roi d’Aquitaine, rend ce domaine aux chanoines de Saint-Martin de Tours. Et, plus tard, le roi Charles II le Chauve (petit-fils de Charlemagne) (825 – 877) confirmera à ces moines leur légitime propriété de ce domaine.
En 1095, le pape Urbain II, vient prêcher les croisades. Il profite de cette visite pour mettre l’abbaye de Mozac et le prieuré de Marsat sous l’obédience de Cluny.
En 1165, l’appartenance de Marsat à Mozac apparaît dans la bulle (ou sceau) du pape Alexandre III.
À la suite des conquêtes romaines, vers le VIe/VIIe siècle un oratoire est construit sur les coulées volcaniques rocailleuses de Marsat. Il permet dès le VIIe siècle, de garder et protéger les reliques de la Vierge Marie et une épine de la Sainte Couronne. Pour veiller sur ces reliques, l’évêque de Clermont, saint Priest, installe à la charge du couvent une fille noble : Gondelana.
Les religieuses occupant ces lieux, outre cette importante responsabilité, sont soumises aux règles strictes de saint Césaire, évêque d’Arles, qui consistent à effectuer au quotidien un travail manuel ainsi qu’une étude approfondie des Évangiles.
Sous le règne de Childéric II, roi d’Austrasie (662–673) puis roi des Francs (673–675), saint Calmin et son épouse sainte Namadie, fondent l’abbaye de Mozac et se retirent dans le couvent de Marsat. Ils ouvrent ces lieux aux filles de haut lignage telles que :
- Anne de Benaud,
- Sibylle de Joniac
- Guillerme de la Plastrière
- Françoise de la Fayette
- Chauvigny de Blot
- Charlotte de Talleyrand de Chalais
- Flamine de Brion

Le couvent comptera jusqu’à 60 religieuses. C’est de 1732 à 1776, que la prieure Gabrielle Dufour de Villerose est la dernière religieuse à occuper ces lieux. Et c’est en 1794, après la Révolution, qu’appartient à sœur Gilberte de Barbecot de liquider les biens du monastère. Dès lors, le conseil général ordonne, le 1er germinal de l’an II, de brûler les statues de l’église ainsi que toutes les représentations religieuses du monastère, du cloître et de l’église. Par ailleurs, le monastère est divisé en 39 parcelles qui sont vendues aux particuliers. Désormais, il reste peu de traces de ce monastère.
- Église Notre-Dame (inscrite  monument historique[1]) ;
- Fontaines : La roue de cire

Selon Georges Salvy : « La légende atteste qu'au Xe siècle, les Normands maîtres de Clermont pour la deuxième fois avaient mis le siège devant Riom et tentaient de détruire la cité par un incendie, lorsqu'une intervention miraculeuse, les attirant soudain ailleurs, arracha de leurs serres la ville éperdue qui avait poussé vers Notre-Dame de Marsat un cri de détresse ».
Ainsi la ville de Riom témoigne pendant plusieurs siècles d'une piété envers Notre Dame de Marsat et dès le XIIIe siècle se crée une confrérie à l'effet d'honorer la si vénérée Vierge de Marsat. À ce titre, chaque année, un fil de cire réalisé par les marguilliers, enroulé autour d'une roue de bois, sera offert à la ville de Marsat. D'où la « Roue de Cire ».
Cette confrérie dite alors « de la Chandelle » est, un peu plus tard, rejointe par une nouvelle confrérie, celle de « Saint-Amable ». Les bailles des deux confréries (prévôts de l'époque) se réuniront en la ville de Riom et seront tenus désormais, aux termes de leur union, d'acquitter, tous les ans, en commun, l'offrande accoutumée de la Roue de Cire à Notre-Dame de Marsat. 
Cette coutume est contestée. Mais un procès perpétue cette tradition qui précise que les deux confréries fourniront la cire et les Riomois porteront la roue de cire jusqu'à Marsat.
Les XVIe et XVIIe siècles nous permettent de connaître avec précision la préparation et le déroulement de cette offrande. C'est ainsi que chaque année, les marguilliers de Saint-Amable transforment 22 livres de cire en un fil qu'ils déroulent autour d'une roue, d'abord de bois et ensuite de fer, spécialement aménagée à le recevoir. « Ce fil aurait comme longueur la circonférence de leur ville selon les uns, la distance de Riom à Marsat selon les autres. » Aujourd'hui il mesure 250 mètres.
Cette roue de cire figure à la procession solennelle qui se déroule à Riom le jour de la fête de Saint-Amable. Ensuite, le dimanche suivant cette fête, les marguilliers transportent la roue de cire à Marsat. Là, ils remettent la roue de cire au curé et aux consuls de la paroisse qui prononcent les paroles suivantes :
« Nous sommes les marguilliers de l'église et paroisse de Saint-Amable de Riom, venus ici de la part de la ville pour rendre à la Vierge l'honneur que nous lui devons, par ce petit don que nous vous supplions de recevoir, afin qu'il luy plaise de continuer ses prières envers son Fils, Notre Sauveur, pour la conservation de notre ville. » « Nous sommes les Marguilliers de l'église et paroisse de Saint Amable de Riom, venus ici de la part de la ville pour rendre à la Vierge l'honneur que nous lui devons, par ce petit don que nous vous supplions de recevoir, afin qu'il luy plaise de continuer ses prières envers son Fils, Notre Sauveur, pour la conservation de notre ville. »